# Râul Chiojdeanca
Râul Chiojdeanca este un curs de apă afluent al râului Cricovul Sărat.

## Hărți
- Harta Județului Prahova